# Zója Székely
Zója Székely (Budapeste, 5 de maio de 2003) é uma ginasta da Hungria. Ela foi medalha de prata europeia em 2020 no bronze individual e medalha de bronze com a equipe.

## Carreira
Székely competiu no Campeonato Europeu de Juniores de 2018 ao lado de Bianka Schermann, Csenge Bácskay, Hanna Szujó e Regina Medved, e ficou em nono lugar na competição por equipes. Individualmente, ela ficou em décimo oitavo lugar no geral, com uma pontuação de 49,999. Ela também ficou em sexto lugar na final do evento de barras irregulares com uma pontuação de 13,666.
Székely fez sua estreia internacional sênior na Copa do Mundo de Doha 2019, onde competiu nas barras desiguais e na trave de equilíbrio, mas não se classificou para as finais do evento. Ela então competiu no Campeonato Europeu de 2019, onde terminou em quinquagésimo nono geral durante a rodada de qualificação. Na Copa do Mundo Koper 2019, ela terminou em quarto lugar nas barras irregulares. Ela foi escolhida para representar a Hungria nos Jogos Europeus de 2019 e se classificou para a final geral, onde terminou em décimo sétimo.
Székely ganhou a medalha de ouro geral no Campeonato Húngaro de 2020. Ela foi então selecionada para competir no Campeonato Europeu de 2020 ao lado de Csenge Bácskay, Dorina Böczögő, Zsófia Kovács e Mirtill Makovits, e eles ganharam a medalha de bronze atrás da Ucrânia e da Romênia. Ela ganhou a medalha de prata na final do evento de barras irregulares atrás de Kovács.
Székely competiu no Campeonato Europeu de 2021 . Ela foi inicialmente a segunda reserva para a final geral, mas foi colocada depois que Larisa Iordache se retirou devido a uma infecção renal. Ela ficou em décimo sexto lugar com uma pontuação total de 50.632.